# オスカル・カルドソ
オスカル・カルドソ（Óscar Cardozo, 1983年5月20日 - ）はパラグアイ出身のサッカー選手。パラグアイ代表。クラブ・リベルタ所属。ポジションはフォワード。弟のラモン・カルドソもフォワードとしてプレーするサッカー選手であり、母国のFCタクアリーやポルトガルのヴィトーリア・セトゥーバルなどでプレーしている。

## 経歴

### クラブ

#### パラグアイとアルゼンチン時代
フアン・エウロヒオ・エスタガリビア出身。シウダー・デル・エステにあるトレス・デ・フェブレロの下部組織出身。2003年から2004年にかけてこのクラブに在籍し、クラブ・ナシオナル戦とCSサン・ロレンソ戦で1試合2得点の活躍を見せるなど、セグンダ・ディビシオン（2部）優勝とプリメーラ・ディビシオン（1部）昇格に貢献した。2005年初頭、プリメーラ・ディビシオンのクラブ・ナシオナルに移籍した。クラブ・ナシオナルではすぐに得点頭となり、3シーズンでハットトリック1回を含む29ゴールを決めた。
2006年末、アルゼンチンのニューウェルズ・オールドボーイズに移籍金120万ドルで移籍した。ディエゴ・ガビラン、ササ・サルセード、フスト・ビジャールなど複数のパラグアイ人選手が在籍していたためクラブにはすぐに馴染み、アペルトゥーラ2007では16試合に出場して11得点したが、クラブは18位と低迷した。この活躍が認められ、2006年冬にパラグアイ年間最優秀選手に選ばれた。

#### SLベンフィカ
2007年6月21日、ポルトガルの強豪SLベンフィカに移籍した。ベンフィカは約920万ユーロの移籍金を支払って保有権の80%を買い取っているが、2001年にやってきたシモン・サブローザの1200万ユーロに次ぐ、ベンフィカ史上2番目に高額な移籍金だった。2007-08シーズンのUEFAチャンピオンズリーグでは6試合で3得点を挙げ、得点を決めたセルティックFC戦・FCシャフタール・ドネツク戦でそれぞれマン・オブ・ザ・マッチに輝いた。ベンフィカはグループリーグ敗退に終わったが、時間当たりの枠内シュート数は出場選手中トップであった。UEFAチャンピオンズリーグ敗退の結果出場したUEFAカップでは、決勝トーナメント1回戦の1.FCニュルンベルク戦セカンドレグ (2-2) で試合終了間際の89分に決勝点を決め、2試合合計3-2での勝ち上がりに貢献した。同シーズンのリーグ戦では3月3日、スポルティング・クルーベ・デ・ポルトゥガルとのダービーマッチでルイ・コスタのアシストから得点し、次年度のUEFAチャンピオンズリーグ本戦出場権獲得に一役買った。プレースキックを得意とし、ヴィトーリア・ギマランイス戦などでは直接フリーキックで得点している。リーグ戦では13得点で得点ランキング2位タイとなり、公式戦通算では22得点を挙げた。2008年8月30日、FCポルトとの一戦 (1-1) でチームを引き分けに導くゴールを決めた。2008-09シーズン前半戦は調子が上がらなかったが、リーグ戦残り10試合で8得点を決めてチームのフォワード最長の出場時間を記録し、17ゴールで得点ランキング2位につけた。2009年3月21日、タッサ・ダ・リーガ決勝でスポルティングに勝利し、ベンフィカ移籍後初のタイトルを獲得した。
2009年夏のプレシーズンは10試合で8得点と好調を維持し、2009-10シーズン第3節のヴィトーリア・セトゥーバル戦ではハットトリックを達成して8-1と大勝した。10月22日のUEFAヨーロッパリーグ・エヴァートンFC戦では47分と48分に立て続けにゴールを決め、5-0での完勝に貢献した。エヴァートン戦から4日後のCDナシオナル戦 (6-1) ではハットトリックを決め、12月6日のアカデミカ・コインブラ戦 (4-0) でもハットトリックを決めた。2010年2月9日、タッサ・ダ・リーガ準決勝のスポルティング戦ではゴールを決め、3月21日の決勝のポルト戦でも得点して優勝に貢献した。UEFAヨーロッパリーグでは、準々決勝のリヴァプールFC戦ファーストレグ (2-1) でPKをふたつ決め、アンフィールドでのセカンドレグ (1-4) では直接フリーキックを沈めたが、2試合合計3-5で敗退した。この準々決勝までに12試合で9得点を決め、ヴェルダー・ブレーメンのクラウディオ・ピサーロと並んで大会得点王に輝いた。4月24日のSCオリャネンセ戦ではシーズン4度目のハットトリックを決めた。ベンフィカはシーズン中盤戦から首位を堅持し、5シーズンぶりのリーグ優勝を果たした。カルドソはリーグ戦で26得点を挙げ、ポルトのラダメル・ファルカオを1点上回って得点王のタイトルを獲得した。公式戦通算ではキャリアハイの38得点（出場47試合）を挙げた。2010-11シーズンのベンフィカは序盤戦で出遅れ、中盤戦では11連勝を果たしたものの、ポルトに勝ち点21差を付けられて2位に終わった。カルドソは11連勝中に6得点を挙げたが、リーグ戦通算では前シーズンのちょうど半分の13得点しか挙げられなかった。

#### トラブゾンスポル
2014年8月4日、トラブゾンスポルに移籍した。

#### オリンピアコス
2016年8月31日、オリンピアコスFCに移籍した。

### 代表
2007年6月5日、メキシコとの親善試合 (1-0) でパラグアイ代表デビューした。同年にはベネズエラで開催されたコパ・アメリカ2007に出場し、グループリーグのアメリカ戦 (3-1) で得点した。2010 FIFAワールドカップ・南米予選では2得点を挙げて本大会出場権獲得に貢献した。2010 FIFAワールドカップ本大会・決勝トーナメント1回戦の日本戦はPK戦にもつれ込んだが、カルドソは5番手として勝利を決定させるPKを決め、パラグアイを史上初の準々決勝進出に導いた。しかし、準々決勝のスペイン戦 (0-1) では58分に蹴ったPKをイケル・カシージャスに止められ、最終的に優勝を果たす国相手に敗れた。2010-11シーズンはベンフィカで公式戦通算23得点を挙げていたが、ヘラルド・マルティーノ監督はコパ・アメリカ2011のメンバーにカルドソを加えなかった。

## 個人成績
2017年7月21日現在
| クラブ                           | シーズン | リーグ | リーグ | カップ | カップ | リーグカップ | リーグカップ | 国際カップ | 国際カップ | 通算 | 通算 |
| クラブ                           | シーズン | 出場   | 得点   | 出場   | 得点   | 出場         | 得点         | 出場       | 得点       | 出場 | 得点 |
| -------------------------------- | -------- | ------ | ------ | ------ | ------ | ------------ | ------------ | ---------- | ---------- | ---- | ---- |
| トレス・デ・フェブレロ           | 2003     | 22     | 14     | -      | -      | -            | -            | -          | -          | 22   | 14   |
| トレス・デ・フェブレロ           | 2004     | 12     | 6      | -      | -      | -            | -            | -          | -          | 12   | 6    |
| トレス・デ・フェブレロ           | 通算     | 34     | 20     | -      | -      | -            | -            | -          | -          | 34   | 20   |
| クラブ・ナシオナル               | 2004     | 14     | 3      | -      | -      | -            | -            | -          | -          | 14   | 3    |
| クラブ・ナシオナル               | 2005     | 29     | 9      | -      | -      | -            | -            | -          | -          | 29   | 9    |
| クラブ・ナシオナル               | 2006     | 20     | 10     | -      | -      | -            | -            | 0          | 0          | 20   | 10   |
| クラブ・ナシオナル               | 通算     | 63     | 22     | -      | -      | -            | -            | 0          | 0          | 63   | 22   |
| ニューウェルズ・オールドボーイズ | 2006-07  | 33     | 21     | -      | -      | -            | -            | -          | -          | 33   | 21   |
| ニューウェルズ・オールドボーイズ | 通算     | 33     | 21     | -      | -      | -            | -            | -          | -          | 33   | 21   |
| ベンフィカ                       | 2007-08  | 29     | 13     | 5      | 5      | 0            | 0            | 11         | 4          | 45   | 22   |
| ベンフィカ                       | 2008-09  | 26     | 17     | 2      | 0      | 4            | 0            | 3          | 0          | 35   | 17   |
| ベンフィカ                       | 2009-10  | 29     | 26     | 0      | 0      | 5            | 2            | 13         | 10         | 47   | 38   |
| ベンフィカ                       | 2010-11  | 22     | 12     | 5      | 5      | 2            | 1            | 12         | 5          | 42   | 23   |
| ベンフィカ                       | 2011-12  | 29     | 20     | 0      | 0      | 4            | 3            | 12         | 5          | 45   | 28   |
| ベンフィカ                       | 2012-13  | 25     | 17     | 5      | 6      | 2            | 1            | 14         | 9          | 46   | 33   |
| ベンフィカ                       | 2013-14  | 15     | 7      | 5      | 3      | 1            | 0            | 11         | 1          | 32   | 11   |
| ベンフィカ                       | 通算     | 175    | 112    | 23     | 19     | 18           | 7            | 76         | 34         | 292  | 172  |
| トラブゾンスポル                 | 2014-15  | 29     | 17     | 3      | 2      | -            | -            | 10         | 1          | 42   | 20   |
| トラブゾンスポル                 | 2015-16  | 21     | 8      | 1      | 0      | -            | -            | 2          | 0          | 24   | 8    |
| トラブゾンスポル                 | 通算     | 50     | 25     | 4      | 2      | 0            | 0            | 12         | 1          | 66   | 28   |
| オリンピアコス                   | 2016-17  | 22     | 3      | 7      | 0      | -            | -            | 5          | 0          | 34   | 3    |
| クラブ・リベルタ                 | 2017     | 14     | 4      | 0      | 0      | -            | -            | 6          | 4          | 20   | 8    |
| クラブ・リベルタ                 | 2018     | 43     | 23     | 0      | 0      | -            | -            | 6          | 5          | 49   | 28   |
| クラブ・リベルタ                 | 2019     | 5      | 2      | 0      | 0      | -            | -            | 5          | 2          | 10   | 4    |
| 総通算                           | 総通算   | 439    | 232    | 34     | 21     | 18           | 7            | 110        | 46         | 601  | 306  |

## 代表歴

### 出場大会
- パラグアイ代表
  - 2010 FIFAワールドカップ

### 試合数
- 国際Aマッチ 58試合 12得点（2006年-）[10]

| パラグアイ代表 | 国際Aマッチ | 国際Aマッチ |
| 年             | 出場        | 得点        |
| -------------- | ----------- | ----------- |
| 2006           | 2           | 0           |
| 2007           | 10          | 2           |
| 2008           | 10          | 1           |
| 2009           | 7           | 1           |
| 2010           | 6           | 0           |
| 2011           | 7           | 4           |
| 2012           | 3           | 1           |
| 2013           | 4           | 0           |
| 2014           | 0           | 0           |
| 2015           | 0           | 0           |
| 2016           | 0           | 0           |
| 2017           | 2           | 1           |
| 2018           | 0           | 0           |
| 2019           | 4           | 2           |
| 2020           | 0           | 0           |
| 2021           | 2           | 0           |
| 2022           | 0           | 0           |
| 2023           | 1           | 0           |
| 通算           | 58          | 12          |

### 得点
| #  | 日時           | 場所                                 | 相手           | スコア | 結果 | 大会                              |
| -- | -------------- | ------------------------------------ | -------------- | ------ | ---- | --------------------------------- |
| 1  | 2007年6月5日   | メキシコ、メキシコシティ、           | メキシコ       | 0–1    | 0–1  | 親善試合                          |
| 2  | 2007年6月28日  | ベネズエラ、バリーナス、             | アメリカ合衆国 | 1–2    | 1–3  | コパ・アメリカ2007                |
| 3  | 2008年10月15日 | パラグアイ、アスンシオン、           | ペルー         | 1–0    | 1–0  | 2010 FIFAワールドカップ・南米予選 |
| 4  | 2009年10月10日 | ベネズエラ、プエルト・オルダス、     | ベネズエラ     | 0–2    | 1–2  | 2010 FIFAワールドカップ・南米予選 |
| 5  | 2011年3月29日  | アメリカ、ナッシュヴィル、           | アメリカ合衆国 | 0–1    | 0–1  | 親善試合                          |
| 6  | 2011年9月2日   | パナマ、パナマシティ、               | パナマ         | 0–1    | 0–2  | 親善試合                          |
| 7  | 2011年9月6日   | ホンジュラス、サン・ペドロ・スーラ、 | ホンジュラス   | 0–2    | 0–3  | 親善試合                          |
| 8  | 2011年9月6日   | ホンジュラス、サン・ペドロ・スーラ、 | ホンジュラス   | 0–3    | 0–3  | 親善試合                          |
| 9  | 2012年8月15日  | アメリカ、ワシントンDC、             | グアテマラ     | 1–0    | 3–3  | 親善試合                          |
| 10 | 2017年10月6日  | コロンビア、バランキージャ、         | コロンビア     | 1–1    | 1–2  | 2018 FIFAワールドカップ・南米予選 |
| 11 | 2019年6月5日   | パラグアイ、シウダー・デル・エステ、 | ホンジュラス   | 1–0    | 1–1  | 親善試合                          |
| 12 | 2019年6月16日  | ブラジル、リオデジャネイロ、         | カタール       | 1–0    | 2–2  | コパ・アメリカ2019                |

## タイトル

### クラブ
トレス・デ・フェブレロ
- パラグアイ・セグンダ・ディビシオン (1) : 2004

SLベンフィカ
- タッサ・デ・ポルトガル (4) : 2008-09, 2009-10, 2010-11, 2011-12
- スーペル・リーガ (2) : 2009-10, 2013-14
- タッサ・ダ・リーガ (1) : 2013-14

### 個人
- パラグアイ最優秀選手賞 (2) : 2006, 2009
- スーペル・リーガ得点王 (2) : 2009-10, 2011-12
- スーペル・リーガ月間最優秀選手賞 (1) : 2009年5月
- UEFAヨーロッパリーグ得点王 (1) : 2009-10
- Goal.com チーム・オブ・ザ・イヤー (1) : 2009-10